# A pária
A pária (olaszul: Il paria) Gaetano Donizetti kétfelvonásos operája (opera seria). A szövegkönyvet Domenico Gilardoni írta Gaetano Rossi librettója alapján, amely Michele Enrico Carafa azonos című operája számára készült és amely Casimir Delavigne Le paria című tragédiáján alapszik. A művet 1829. január 12-én mutatták be először a nápolyi Teatro di San Carlóban. Magyarországon még nem játszották.

## Szereplők
| Szereplő | Hangfekvés   | Az ősbemutató szereposztása |
| -------- | ------------ | --------------------------- |
| Neala    | szoprán      | Adelaide Tosi               |
| Zaide    | mezzoszoprán | Edvige Ricci                |
| Idamore  | tenor        | Giovanni Battista Rubini    |
| Zarete   | basszus      | Luigi Lablache              |
| Akebare  | basszus      | Giovanni Campagnoli         |
| Empsaele | tenor        | Gaetano Chizzola            |

## Cselekménye
Neala, Akebare főpap leánya, szerelmes lett Idamoréba, anélkül, hogy bármit is tudna a férfiről. Akebare viszont mindenképpen egy sikeres katonához szeretné férjhez adni leányát. Egy szent ligetben Neala és papnő társai egy kifáradt menekülttel találkoznak, Zaretével. Időközben megérkezik Idamore és tudatja a főpappal, hogy egy sikeres hadjáraton van túl és ennek értelmében igényt tart leánya kezére, de Akebare továbbra is visszautasítja. Zarete felfedi kilétét, ő nem más mint Idamore apja. Amikor megtudja, hogy fia Nealába szerelmes dühbe gurul, mert Akebarét legfőbb ellenségének tartja. Idamore ezt nem veszi tudomásul és továbbra is bizonyítani akar a leány apjának. Amikor Akebare végre beleegyezik házasságukba, felfedi titkát a leánynak: ő egy pária fia. Hozzáteszi, hogy apjának gyűlölete mindenféle valós alapot mellőz és mindössze évszázados babonák eredménye. Mikor Zarete meghallja a nászmenetet, ismét dühbe gurul, mert szerinte fia elárulta. Megzavarja a nászmenetet, de elfogják. Akebare azonnal ki akarja végeztetni, de az ifjú pár közbelép, Akebare viszont hajthatatlan marad, annak ellenére, hogy Idamore azzal fenyegetőzik, ha apja meghal, ő is meghal vele. A dühös Akebare ekkor elrendeli mindkettejük kivégzését. Sőt a leányát is halálba küldi, mert egy páriát választott párjául. Haláluk előtt Neala és Idamore ismét hangot adnak szerelmüknek, Zarete pedig megátkozza Akebarét és népét.